# Snitch (película)
Snitch es una película de drama criminal estadounidense de 2013 dirigida por Ric Roman Waugh y protagonizada por Dwayne Johnson. La película se estrenó en Estados Unidos el 22 de febrero de 2013. La película también está protagonizada por Barry Pepper, Susan Sarandon, Jon Bernthal, Benjamin Bratt y Michael Kenneth Williams.

## Trama
La película comienza con Jason Collins (Rafi Gavron) chateando con su mejor amigo de la infancia, Craig Johnson (James Allen McCune). Craig saca una caja de drogas que está intentando mover e intenta persuadir a Jason para que deje que Craig envíe las drogas a su casa, ofreciéndole una parte de las ganancias. A pesar de la reticencia de Jason, Craig le envía el número de seguimiento del paquete. Mientras tanto, John Matthews (Dwayne Johnson), el padre separado de Jason y dueño de una empresa de construcción, ve a Daniel James (Jon Bernthal), un nuevo empleado, haciendo trabajo de horas extraordinarias, y lo ayuda con eso.
Un mensajero entrega el paquete de Craig a la casa de Collins. Jason firma el paquete y lo lleva a su habitación, descubriendo que contiene una gran cantidad de píldoras en una bolsa, así como un dispositivo de rastreo. Los oficiales de la DEA llegan e irrumpen en la casa; Jason huye pero es perseguido por el agente Cooper (Barry Pepper).
Mientras que en una barbacoa, John recibe una llamada de su exesposa Sylvie (Melina Kanakaredes) sobre Jason haber sido arrestado. John y Sylvie se encuentran en la estación de policía y tienen una discusión tensa mientras esperan poder hablar con Jason. Un investigador habla con ellos, diciendo que Craig puso a Jason en una operación encubierta para reducir su propia condena luego de ser atrapado. Los cargos de Jason tienen un mínimo de 10 años de prisión.
Jason es procesado en un tribunal donde se le niega la libertad bajo fianza. Lo ponen en una sala de entrevistas con John, Sylvie y el investigador, quien presiona a Jason para que se declare culpable de narcotráfico y delate a uno de sus amigos que trafica con el fin de reducir su propia condena, como lo hizo Craig.
Utilizando sus conexiones, John se reúne con la fiscal federal local Joanne Keeghan (Susan Sarandon), que está llevando a cabo una campaña antidrogas muy agresiva para aumentar sus posibilidades de elección al Congreso. Keeghan acepta reducir la sentencia de Jason si John le entrega a un traficante de drogas, pero afirma que recibirá poca ayuda de ella y que el riesgo será todo suyo.
John visita a Jason en prisión, y observa que Jason está siendo golpeado por otros prisioneros. John se siente responsable porque no estaba allí para su hijo, y se da cuenta de que Jason puede ser asesinado antes de que termine su sentencia de prisión.
El agente Cooper dirige un equipo de trabajo que controlará cualquier trato que John disponga usar como evidencia de un arresto. John busca en los registros de sus empleados y descubre que Daniel James tiene dos condenas de distribución de drogas anteriores. Daniel actualmente lleva una vida limpia para evitar three-strikes law (ley estadounidense para reducir el tráfico de drogas), porque ahora tiene una esposa y un hijo pequeño que cuidar. John ofrece veinte mil dólares si Daniel simplemente lo presenta a un comerciante; Daniel inicialmente se niega, pero luego accede para que pueda trasladar a su familia a un apartamento más seguro, aunque no sabe que John está actuando como informante.
Daniel le presenta a John a Malik (Michael Kenneth Williams), un narcotraficante local extremadamente peligroso y de alto rango, que al igual que Daniel tiene aprehensiones anteriores. Al explicar que su negocio de la construcción no puede mantenerse a flote en la economía actual sin un ingreso extra, John se ofrece a trasladar cantidades casi ilimitadas de droga con casi cero riesgo en sus camiones de carga. Debido a que es un negocio legítimo, los camiones evitan las sospechas y transportan demasiada carga para realizar un registro exhaustivo. Malik acepta con la condición de que John y Daniel manejen la carrera inicial ellos mismos.
John y el Agente Cooper hacen arreglos para que se coloquen varios micrófonos para registrar las transacciones involucradas. John conduce al punto de recogida cerca de la frontera con México. En el proceso, una pandilla rival embosca a la camioneta, pero John logra escapar audazmente, impresionando al cabecilla del cartel Juan Carlos "El Topo" Pintera (Benjamin Bratt), cuyos hombres luchan contra los secuestradores. John completa con éxito su parte del trato, entregando las drogas a Malik bajo la vigilancia del Agente Cooper.
Malik menciona una reunión con miembros del cartel más altos que él; Cooper, con la esperanza de obtener objetivos de mayor prioridad, no se mueve para arrestar a Malik según lo acordado. Keeghan afirma que Cooper hizo lo correcto y renega de su promesa de reducir la condena de Jason, a menos que John coopere en la segunda reunión. John, indignado, exige a su vez que Jason sea liberado cuando se complete el trabajo. Daniel se entera de los arreglos de John con la DEA y está furioso, diciendo que el cartel matará a John, a Daniel y a sus familias si sale a la luz la verdad. John y Daniel envían a sus familias a esconderse.
John se reúne con Pintera, quien quiere que traslade casi $100 millones en efectivo, de ganancias de drogas hacia México, donde se encuentra la base de operaciones del cartel, y ofrece hacer de John un miembro del círculo interno del cartel si tiene éxito. Keeghan está encantada con la perspectiva de arrestar a un traficante de tan alto perfil, pero Cooper tiene otra opinión y trata de convencer a John de que no realice el traslado, sospechando que el cartel lo matará después.
John idea un plan para liberarse el y a Daniel del gobierno y del cartel. Durante la carrera, John puede escapar de la vigilancia de Cooper. Al mismo tiempo, Daniel ataca la casa de Malik, mata a sus guardias y lo hiere mortalmente. Antes de morir, Malik revela el número de teléfono celular de Pintera a Daniel. John llama a Cooper y le hace rastrear tanto su nuevo teléfono celular como el teléfono de Pintera, efectivamente dándole a Cooper el dinero y al jefe del cartel. El cartel se da cuenta de que John es un informante y los guía en una persecución en una autopista y un tiroteo antes de escapar. Los miembros del cartel y el dinero son confiscados por los hombres de Cooper. Pintera está rodeado por agentes federales; poco dispuesto a participar en un tiroteo porque su hijo pequeño está con él, este se rinde.
Jason es liberado al día siguiente. John y su familia ingresan al programa de protección de testigos; Daniel se niega y dice que él y su familia se esconderán solos. Debido a que Daniel perdió su trabajo, John deja a Daniel el gran cheque de recompensa que John debía recibir por la captura de Pintera.

## Reparto
- Dwayne Johnson como John Matthews.
- Barry Pepper como Agente Cooper.
- Benjamin Bratt como Juan Carlos 'El Topo' Pintera.
- Susan Sarandon como Joanne Keeghan.
- Jon Bernthal como Daniel James.
- Michael Kenneth Williams como Malik.
- Melina Kanakaredes como Sylvie Collins.
- Nadine Velazquez como Analisa Matthews.
- Rafi Gavron como Jason Collins.
- David Harbour como Jay Price.
- J. D. Pardo como Palacio.
- Kym Jackson como Agente Sims.
- Ashlynn Ross como Amanda.

## Producción
Snitch está dirigida por Ric Roman Waugh y escrita por Waugh y Justin Haythe. El proyecto fue creado en 2004 por Guy East y Nigel Sinclair, socios de Spitfire Pictures. Se inspiraron en un documental de Frontline sobre cómo los cambios a la política federal de drogas de los Estados Unidos alentaron a los encarcelados a delatar a sus cómplices. Justin Haythe escribió el guion inicial, y Waugh fue contratado para reescribirlo. En marzo de 2011, el actor Dwayne Johnson fue seleccionado para el papel protagónico de la película. La filmación comenzó en diciembre de 2011 en Bossier City, Louisiana, y concluyó el 19 de enero de 2012.

## Lanzamiento
Snitch fue lanzado el 22 de febrero de 2013 en los Estados Unidos y Canadá. La película es distribuida por la filial de Lionsgate Summit Entertainment.

## Recepción
Snitch abrió en 2,511 cines en los Estados Unidos y recaudó $ 13,167,607, con un promedio de $ 5,244 por cine, y el puesto # 2 en la taquilla. La película finalmente ganó $ 42,930,462 a nivel nacional y $ 14,894,212 a nivel internacional, por un total de $ 57,824,674.

### Respuesta de la crítica
Snitch recibió críticas mixtas de los críticos y tiene un puntaje "rotten" del 56% en Rotten Tomatoes, basado en 140 revisiones, con una calificación promedio de 5,6 sobre 10. El consenso crítico dice: "Aunque presenta una de las más reflexivas actuaciones de Dwayne Johnson, la presentación del mensaje subyacente de Snitch está embrollada por una narración mediocre y algunas inconsistencias tonales". La película también tiene un puntaje de 51 sobre 100 en Metacritic, basado en 34 críticas, lo que indica "críticas mixtas o promedio".